# Hypolobus infractus
Hypolobus infractus är en oleanderväxtart som beskrevs av Fourn.. Hypolobus infractus ingår i släktet Hypolobus och familjen oleanderväxter. Inga underarter finns listade i Catalogue of Life.